# جیمز گراهام (بازیکن فوتبال)
جیمز گراهام (انگلیسی: James Graham؛ زادهٔ) بازیکن فوتبال اهل بریتانیا است.
از باشگاه‌هایی که در آن بازی کرده‌است می‌توان به باشگاه فوتبال گریمزبی تاون اشاره کرد.